# Fair trade public procurement
Fair trade public procurement (česky též fairtradové veřejné zakázky) je způsob zadávání veřejných zakázek, ve kterém zadavatelé upřednostňují výrobky fair trade. 
Fair trade public procurement (FTPP) stejně jako Green public procurement (GPP) patří do širší skupiny udržitelného zadávání veřejných zakázek. Tento způsob výdajové politiky umožňuje sledovat kromě ceny i ekologické a sociální kritéria. Cílem tohoto nákupního procesu je podpořit drobné producenty z rozvojových zemí, dát přednost spravedlivě obchodovaným produktům, podporovat udržitelný rozvoj, ochranu životního prostředí, boj proti chudobě.

## Politická podpora
Globální hospodářská a politická situace upozornila na riziko opomíjení sociálních a ekologických aspektů a dala vzniku koncepci udržitelného rozvoje. Od Summitu Země v Riu de Janeiro roku 1992 je trvale udržitelný rozvoj základem vývoje, integrující 3 prvky dlouhodobého rozvoje: hospodářský růst, sociální rozvoj a ochranu životního prostředí jako vzájemně závislé a vzájemně se podporující prvky. Základní kroky pro dosažení trvale udržitelného rozvoje jsou obsaženy v akčním plánu OSN s názvem Agenda 21, což byl výsledek Summitu v Rio. Mezi jeho programové oblasti Agenda zakládá „podporu udržitelného rozvoje prostřednictvím obchodu", a stanovisko, že „usnadnění přístupu na trh pro export rozvojových zemí, ve spojení se zdravou makroekonomickou a environmentální politikou, by mělo pozitivní dopad na životní prostředí a tím významně přispělo k udržitelnému rozvoji.“ (Agenda 21, část 1). Od roku 1997 je udržitelný rozvoj zahrnut do Smlouvy a uznáván jako základní cíl Evropské unie. Právní základem závazku je Článek 177 Smlouvy o založení Evropského společenství, dle kterého v rámci rozvojové spolupráce podporuje: 
- trvalý hospodářský a sociální rozvoj rozvojových zemí, a především těch nejvíce znevýhodněných z nich,
- hladké a postupné zapojení rozvojových zemí do světového hospodářství,
- boj proti chudobě v rozvojových zemích.

Evropský parlament vyjádřil podporu fair trade v Usnesení Evropského parlamentu o Spravedlivém obchodu a rozvoji (2005/2245(INI)), ve kterém schválil fairtradové principy definované klíčovými fairtradovými organizacemi.

## Právní podpora
Fair trade public procurement je v souladu s evropským i českým právem pokud jsou jednotlivá kritéria propojena s předmětem zakázky, vyplývají z politických cílů instituce a charakteristiky požadovaných fairtradových produktů jsou detailně popsány v technické specifikaci takovým způsobem, který respektuje základní principy evropského práva (nediskriminace, transparentnost, volný trh). 
Možnost vzít v úvahu sociální a environmentální cíle v oblasti veřejných zakázek je v souladu s oběma evropskými směrnicemi (2004/18/ES a 2004/17/ES) a byl také potvrzen v judikatuře Evropského soudního dvora (ESD) v případu Concordia Bus (C-513/99): Zakázku na autobusovou dopravu přidělilo město Helsinky společnosti HKL, na což se Concordia Bus odvolali k ESD s názorem, že využitá kritérium pro přidělení zakázky (emisní a hlukové hladiny) nepřinášejí zadavateli žádnou ekonomickou výhodu. Rozsudek ESD ukazuje, že lze přidat environmentální kritérium, pokud: „tato kritéria souvisí s předmětem zakázky, neposkytují uvedenému zadavateli neomezenou svobodu výběru, jsou výslovně uvedena v zadávací dokumentaci nebo ve vyhlášení zakázky a jsou v souladu se všemi základními zásadami práva Společenství, zejména zásadou nediskriminace.“  
O možnostech zadavatele podávat nabídky na dodávku fairtradových produktů svědčí i výsledky soudních rozhodnutí, v obou případech žalující strana (Douwe Egberts) soudní spor prohrála:
- Groningen 2007: Douwe Egberts prohrálo soudní spor (Douwe Egberts vs. Province of Groningen. 97093 / KG ZA 07-320 - Groningen District Court, listopad 23, 2007), stanovení požadavku na fairtradové produkty může být povoleno (obecně vyžadované fairtradové principy). Dodavatel Douwe Egberts neúspěšně žaloval provincii Groningen, protože nabízel kávu certifikovanou jako UTZ, ta byla shledána jako nedostatečná. Soudce uvedl, že UTZ certifikovaná káva je srovnatelná s bio certifikovanou kávou, pokud jde o environmentální aspekty, ale nepovažuje se za stejně přísnou v oblasti sociálních kritérií ve srovnání s Max Havelaar (fair trade) kávou. Max Havellar argumentoval, že fair trade nikoho nevylučuje, že se jedná o otevřený mezinárodní systém a Douwe Egberts se může stát držitelem certifikátu (mateřská Sara Lee držitelem je), že se jedná otevřenou soutěž (v Holandsku může dodávat fairtradovou kávu 20 společností), nejedná se o diskriminaci (stanovené fairtradové požadavky byly obecné: Max Havellar NEBO jiné označení) a že Evropský parlament podporuje fair trade. Fair trade principy nejsou technickými požadavkami, ale soudce tvrdil, že evropská legislativa je o kritériích JAKO kvalita a cena. Slovo JAKO se dotýká možnosti využít další kritéria, jako např. sociální kritéria. Jejich závěr: FTPP je možný, je potřeba dávat pozor na požadování obecných fairtradových principů a ne známky Fairtrade a podpořit veřejnou soutěž oslovením většího počtu dodavatelů.
- Alkmaar 2010: Douwe Egberts prohrálo soudní spor, rozhodnutí ze dne 18. května 2010 z holandského Alkmaaru (Civil-law section NB/HE.KG number 117231 / KG ZA 10-44) stanovuje, že  "Zásada rovného zacházení s uchazeči nezakazuje použití takového kritéria, které silně omezují okruh oprávněných osob. Tato kritéria musí být objektivně odůvodněná, a proto nemusí být nutně přizpůsobeny určitému uchazeči (...) Vypisovat veřejné zakázky na základě fair trade standardů je přijatelné".

Zásadní podporu požadování fair trade ve veřejných zakázkách přineslo rozhodnutí Evropského soudního dvora ze dne 10. 5. 2012, které rozhodlo, že fairtradová kritéria mohou být začleněna do vypisovaných veřejných zakázek.

## Fairtradová města
V České republice se rozjíždí také koncept fairtradových měst. Fairtradové město je status určený městům podporujících fair trade. Cílem kampaně je podpora prodeje fairtradových produktů v daném městě. Pro města status představuje zajímavý marketingový nástroj, díky kterému svým občanům a partnerům ukazují svou společenskou odpovědnost.

### Fair trade public procurement v České republice
- Webová stránka o fair trade
- Fair point (kampaň za odpovědné nákupy veřejných institucí)

### Fair trade public procurement ve světě
- EFTA
- Buy Fair[nedostupný zdroj]
- Fairtrade towns